# It's Not Me, It's You
It's Not Me, It's You este al doilea album de studio al cântăreței britanice Lily Allen. A fost lansat în Regatul Unit pe 9 februarie 2009 și pe 10 februarie în Statele Unite ale Americii.

## Clasamente

### Certificări
| Clasament (2009) | Autoritate | Certificare           | Vânzări  |
| ---------------- | ---------- | --------------------- | -------- |
| Australia        | ARIA       | Dublu disc de platină | 195.320  |
| Irlanda          | IRMA       | Discul de platină     | 15.000+  |
| Regatul Unit     | BPI        | Discul de platină     | 500.000+ |
| S.U.A.           | RIAA       | —                     | 210.737  |